# Yahualica de González Gallo
Yahualica de González Gallo is een stad in de Mexicaanse staat Jalisco. Yahualica de González Gallo heeft 13.655 inwoners (census 2010) en is de hoofdplaats van de gemeente Yahualica de González Gallo.
De plaats is gesticht door de Spaanse veroveraar Cristóbal de Oñate op de plaats van een nederzetting van de Tecuexes. De naam komt uit het Nahuatl en betekent 'plaats van de ronde vlakte'. De plaats is later hernoemd naar Jesús González Gallo, een populaire politicus die van 1947 tot 1953 gouverneur van Jalisco was, en is geboren in Yahualica. Ook de kardinaal Juan Sandoval Íñiguez is geboren in Yahualica de González Gallo.
De plaats is de setting van het boek Al filo del agua van Agustín Yáñez. De plaats in een belangrijk centrum voor de veeteelt in de regio.